# أملود مفصلي
أُمْلُود مفصلي (الاسم العلمي: Ripogonum)، جنس نباتات مُزهرة من الزنبقيات يقتصر وجوده على شرق أستراليا ونيوزيلندا وغينيا الجديدة. حتى وقت قريب كان يُصنف هذا الجنس في فصيلة الفشاغيات، وقبل ذلك في فصيلة الزنبقية، ولكن الآن تم فصل الجنس وجعله في فصيلة خاصة (أملوديات مفصلية).